# Christine Ebner
Christine Ebner (auch Christina Ebner; * 26. März 1277 in Nürnberg; † 27. Dezember 1356 in Engelthal) war eine deutsche Dominikanerin und Frauenmystikerin, die der Nürnberger Patrizierfamilie der Ebner (der späteren Freiherren Ebner von Eschenbach) entstammte.

## Leben

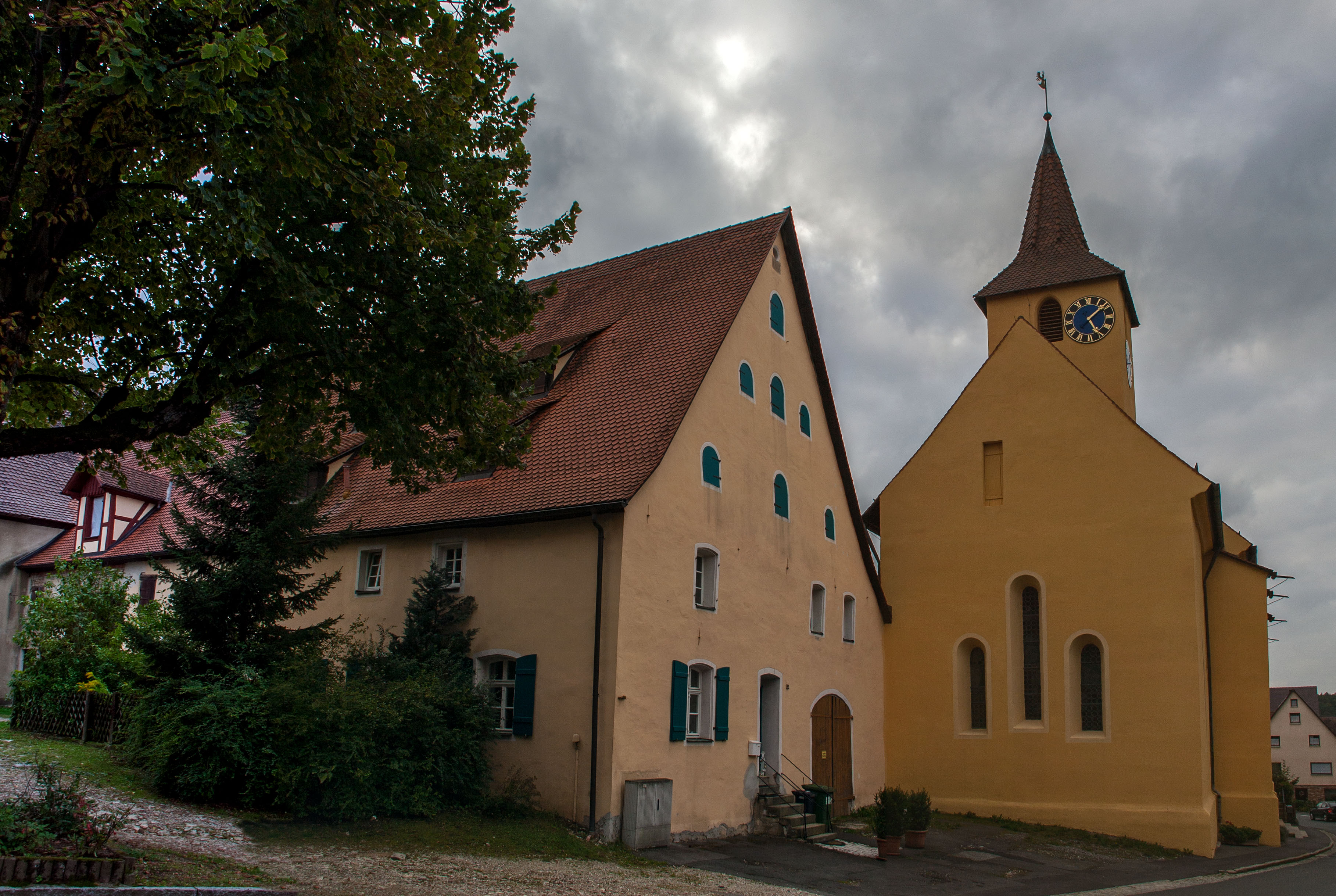
Ehemaliges Dominikanerinnenkloster Engelthal

Christine Ebner trat bereits 1289, als Zwölfjährige, in das Dominikanerinnenkloster Engelthal bei Nürnberg ein; von Anfang an strebte sie nach einer strengen klösterlichen Lebensführung. Ein Jahr nach ihrem Noviziat wurde sie erstmals von einer rätselhaften Krankheit befallen, die für längere Zeit jährlich wiederkehrte. Von 1291 an hatte sie 47 Visionen, in denen ihr verschiedene Engel und Heilige, die Jungfrau Maria und Jesus Christus erschienen sein sollen, und außerordentliche Gnadenerlebnisse, die sie seit 1317 auf Anregung ihres Beichtvaters Konrad von Füssen niederschrieb; diese Niederschriften, entstanden in mehreren Versionen, sind unter dem Titel Leben und Offenbarungen bekannt. In ihrem Alter war sie eine Person von öffentlichem Rang: Sie erhielt Besuche von Kaiser Karl IV., der ihren Segen erbat, und dem Mystiker Heinrich von Nördlingen, der sie mit der Mystik Mechthilds von Magdeburg, Heinrich Seuses und Johannes Taulers bekannt machte. Auch mit der Mödinger Mystikerin Margareta Ebner (die mit ihr nicht verwandt war) hatte sie Kontakt. In ihren Aufzeichnungen nahm sie Anteil an dem Konflikt Ludwigs des Bayern mit dem Heiligen Stuhl und den Wirrungen der Flagellantenprozessionen von 1349 ebenso wie an einem Erdbeben und dem Wüten des Schwarzen Todes in Nürnberg. In den Jahren 1338–1340 war Christine möglicherweise Priorin des Klosters.

## Werk
Die Aufzeichnungen Leben und Offenbarungen sind in drei inhaltlich und formal sowie hinsichtlich der Abfassungszeit unterschiedlichen Schriften überliefert Gnadenvita (1317–1324), Offenbarungen (1344–1352) und Vita (fragmentarisch; vermutlich nach 1356). Christines Werk, insbesondere ihre Gnadenvita, zeigt ein leidenschaftliches Bemühen um eine persönliche Gottesbeziehung und neue Formen der Religiosität, wie sie heute gemeinhin als „mystisch“ bezeichnet werden. Dabei setzt sich Christine intensiv mit den zu ihrer Zeit aktuellen Problemstellungen auseinander, z. B. im Blick auf Askeseformen und theologische Fragen, wobei sie, gerade auch als Frau, hohe Autorität beansprucht. Sie entfernt sich von den Formen blutiger Askese und entwickelt das Bild eines liebenden, den Menschen nahen Gottes. Leben und Offenbarungen liegen bislang nicht in gedruckter Form vor.
Das Engelthaler Schwesternbuch (Von der Gnaden Überlast) enthält 47 Berichte über Klosterangehörige und ihre Gnadenerfahrungen. Es ist vermutlich zwischen 1340 und 1346 entstanden. 1871 besorgte Karl Schröder eine Textausgabe, die der Handschrift N folgt. Überliefert ist der Text in drei Handschriften N, W und Wo sowie einigen Fragmenten (vgl. den Abschnitt Datierung und Überlieferung im Artikel zum Schwesternbuch). Eine Angabe zur Autorin findet sich nur in der Inzigkofener Handschrift W vom Jahr 1451 (f.118r: „ich cristin ebnerin“), während die übrigen Handschriften ohne Autornennung auskommen. Wenngleich eine reine Autorzuschreibung an eine prominente Autorin des Klosters denkbar ist, hat Siegfried Ringler nachdrücklich für Christine Ebner auch als Autorin des Schwesternbuchs plädiert. In der altgermanistischen Forschung hat insbesondere Susanne Bürkle gegen eine Autoridentifikation argumentiert und die Zuschreibung als sekundär im Rahmen der Rezeption und nicht im Rahmen der Produktion verortet. Für Janina Sollbach gilt die Frage der Autorzuschreibung als noch „nicht abschließend“ geklärt.

## Grablege und Verehrung als Heilige
Christine Ebner wurde in der Klosterkirche begraben, allerdings gilt ihr Grab heute als verschollen, nachdem von den Protestanten 1565 die Nonnen aus Engelthal vertrieben worden sind und das Kloster aufgelöst worden ist. Ebners Gedenktag bzw. Patronatstag in der katholischen Kirche ist der 27. Dezember, sie wird lokal als Heilige verehrt.

## Ausgaben
- Peter Lechner: Das mystische Leben der hl. Margareth von Cortona. Mit einem Anhange: Bericht aus dem mystischen Leben der gottseligen Ordensjungfrauen Christina und Margareth Ebner aus Nürnberg. Manz, Regensburg 1862.
- Der Nonne von Engelthal Büchlein von der genaden uberlast. Hrsg. von Karl Schröder (= Bibliothek des Litterarischen Vereins in Stuttgart. 108). Laupp, Tübingen 1871 (archive.org), (Digitalisat)
- Christine Ebner: Das Büchlein von der Gnaden Überlast. Übertragen und eingeleitet von Wilhelm Oehl (= Dokumente der Religion. 11). Schöningh, Paderborn 1924.
- Der Nonne von Engelthal Büchlein von der genaden uberlast, um 1340/46  (E-Text).